# Mauro Galetti
Mauro Galetti. é um cientista ecólogo da conservação, biólogo brasileiro e divulgador científico. Ele é um Professor catedrático no departamento de Biodiversidade  na Universidade Estadual Paulista em Rio Claro, São Paulo. O trabalho de Galetti tem-se centrado na análise das consequências ecológicas e evolutivas da extinção da fauna, defaunação. Galetti é o idealizador de um dos maiores experimentos de longa duração sobre os efeitos da extinção de grandes mamíferos em florestas tropicais. Ele foi premiado pela WWF , em 1998, e foi um ''Thinker Fellow'' na Universidade de Stanford  e um professor de Aarhus Universitet, na Dinamarca, em 2017. Foi professor na Universidade de Miami e atua como professor convidado no Centro Latino Americano e do Caribe na Florida International University em Miami. É considerado como um dos 1% mais citados cientistas do mundo na área de meio ambiente. Em 2023, lançou o seu primeiro livro, Um Naturalista no Antropoceno, pela Editora da UNESP, que foi premiado com o Jabuti Acadêmico. O livro  é um misto de autobiografia com reflexão sobre o futuro da vida na Era dos Humanos, o Antropoceno. Reunindo experiências de viagens a lugares inóspitos, como as ilhas de Galápagos, Bahamas e Bornéu, e a formação como cientista, Um naturalista no Antropoceno é um livro inspirador que irá transformar nossa visão da natureza. Com o olhar crítico e humorado, o autor nos leva a refletir sobre o papel do ser humano no planeta Terra e discute maneiras de como podemos sobreviver ao Antropoceno.

## Início da vida e educação
Mauro Galetti, nasceu em Campinas, interior de São Paulo durante o regime Militar no Brasil, neto de um português imigrante da Ilha da Madeira e filho de um professor de física e uma trabalhadora da FEPASA da cidade do interior. Galetti sempre foi muito influenciado por seus pais, amantes da ciência natural e assíduos leitores, além de seus irmãos, Marcos e Marcelo Rodrigues, estudantes da Universidade Estadual de Campinas e de seu tio Pedro Manoel Galetti Jr., biólogo atuante na Universidade Federal de São Carlos. O cientista cresceu em Campinas, interior de São Paulo até a idade de 25 anos, quando ele se mudou para a Universidade de Cambridge para ganhar o título de Doutor em biologia. Galetti é ex-aluno membro da Robinson College, em Cambridge. Durante sua infância, o doutor estudou numa escola suburbana, até que seus pais o levaram à escola Imaculada Coração de Maria, uma instituição particular de prestígio na cidade. Após seus anos formativos, matriculou-se no curso de biologia na Universidade Estadual de Campinas, em 1986. Desde os seus primeiros dias na universidade, ele decidiu passar a maior parte de suas manhãs no fragmento florestal próximo a Mata de Santa Genebra, em Campinas. Lá ele começou a observar e estudar os bugios, esquilos e outros animais frugívoros. Seu primeiro projeto foi de acompanhar um grupo de bugios do crepúsculo ao amanhecer, mas porque bugios passam a maior parte do tempo dormindo, ele decidiu estudar a outros frugívoros na floresta. Na Universidade, ele foi inspirado pelos seus ex-professores e naturalistas Ivan Sazima, Keith Brown, Wesley R. Silva e sua ex-supervisora de mestrado, Leonor Patrícia Cerdeira Morellato para estudar profundamente as interações entre frutas e frugívoros na floresta. O pequeno fragmento de mata perto da universidade foi o seu grande laboratório, onde ele passou a maior parte de suas manhãs observando aves e mamíferos comendo frutas.
Em 1988, Galetti assistiu a uma palestra do ecologista mexicano, Rodolfo Dirzo, que apresentava pela primeira vez suas idéias sobre o impacto da defaunação em comunidades vegetais. Esta palestra veio a influenciá-lo pelo resto de sua carreira, quando anos depois ele se tornaria parceiro do professor Dirzo em Stanford.
Desde 2019, Galetti é considerado um dos mais influentes cientistas no Brasil e no mundo. Seus trabalhos sobre os efeitos da extinção de animais nos processos ecológicos e evolutivos estão entre os mais citados.

## Carreira
Galetti realizou sua graduação em Biologia na UNICAMP entre 1986-1991 e seu mestrado na mesma instituição em 1992. Ele obteve o seu Doutoramento na Universidade de Cambridge , em 1992. Em Cambridge, Galetti foi supervisionado pelo primatologista David J. Chivers. Neste momento Galetti conheceu um primatologista Carlos A. Peres que influenciá-lo a estudar de espécies-chaves em vez de primatas. Ele decide testar o conceito de distorção de espécies em florestas tropicais, pela primeira vez, comparando a abundância de aves e mamíferos frugívoros em áreas com densa população de palmeiras, ''Euterpe edulis'', com locais vizinhos sem as palmeiras. Antes de retornar ao o Brasil, Galetti se integra no projeto Barito Ulu, em Kalimantan, na Indonésia. Ele decidiu passar um ano estudando, pela primeira vez, a dispersão de sementes por bicos-de-cornos e ursos-malaios, mas depois de 3 meses, ao começar uma guerra civil na Indonésia, ele decide voltar para o Brasil. Ele foi um dos primeiros ecologistas a estudar os tucanos e os bicos-de-cornos na natureza.
Quatro meses depois em Bornéu, ele voltou para o Brasil como pesquisador no Departamento de Botânica na Universidade Estadual Paulista. Em 1998 foi aprovado em concurso público para se tornar professor na Universidade Estadual Paulista no Departamento de Ecologia (hoje Biodiversidade) onde atua até hoje.
Ele foi um cientista visitante do Consejo Superior de Investigaciones Cientificas em Sevilha em 2007 e "Thinker professor" na Universidade de Stanford, a partir de 2008 a 2009, no Centro de Estudos Latino-Americano. Durante seu período na universidade de Stanford, ele foi associado com o Professor Rodolfo Dirzo, o pai das ideias de defaunação. Em 2013, o seu artigo científico  foi altamente recomendado pela Faculty of 1000
Galetti foi o pioneiro na publicação sobre a Volta ao Estado Selvagem , particularmente depois de visitar o Parque Nacional Kruger, na África do Sul. Ele percebeu que a maioria dos cerrados brasileiros é um ecossistema defaunado de megafauna do Pleistoceno.
Galetti tem escrito sobre ecologia para uma série de revistas, incluindo a Science, revista PLOS ONE e Biological Conservation e Nature e sua contribuição tem sido muito debatido pelos meios de comunicação públicos. Galetti publicou mais de 220 artigos como Editor da Biological Conservation for Latin America. 
Em 2023 publicou seu primeiro livro, Um Naturalista no Antropoceno: um biólogo a procura do Selvagem pela Editora da UNESP. O livro é endereçado a alunos de biologia, ecologia e leitores que se interessam pelo meio ambiente. A versão digital é gratuíta e o livro recebeu o prêmio Jabuti Acadêmico em 2024 na área de Ciências Biológicas, Biodiversidade e Biotecnologia.

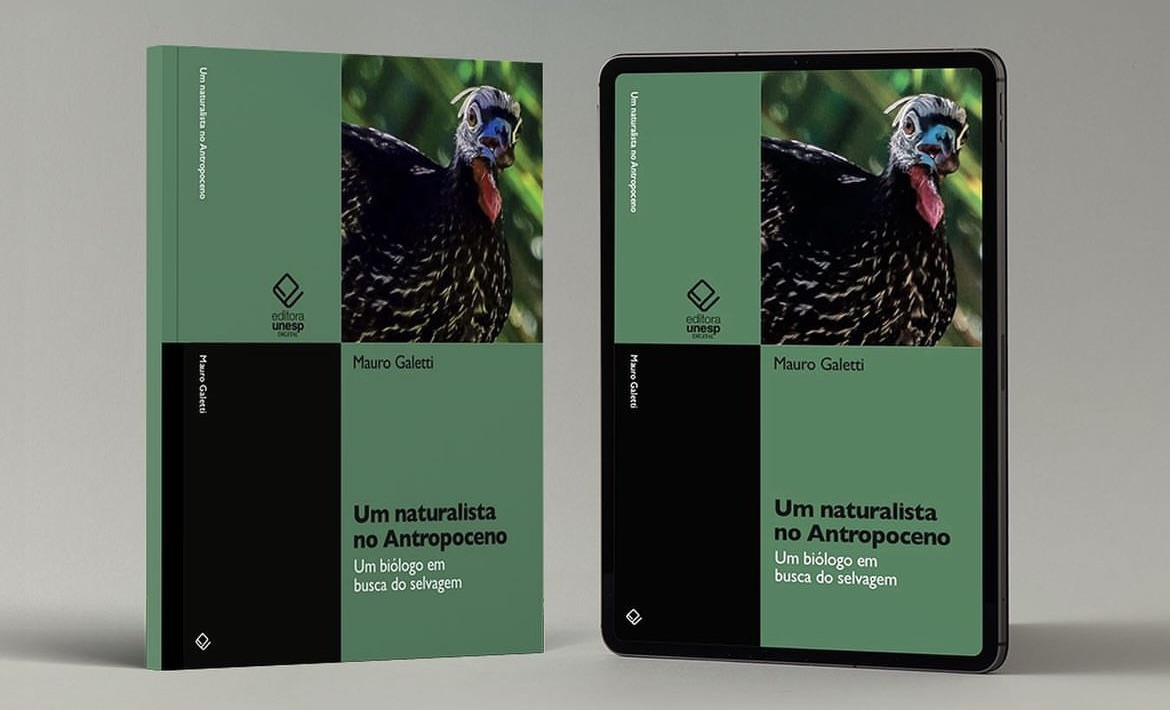
Capa do livro: Um Naturalista no Antropoceno: um biólogo em busca do selvagem.

## Selecção de publicações[10]
Galetti, M. 2023. Um Naturalista no Antropoceno: um biólogo a procura do Selvagem. Editora UNESP.
Dirzo, R., H. S. Young, M. Galetti, G. Ceballos, N. J. B. de Isaque, e de B. Collen. De 2014. Defaunação no Antropoceno. Science 345:401-406.
Galetti, M., R. Guevara, M. C. Cortes, R. Fadini, S. Von Importa, A. B. Leite, F. Labecca, T. Ribeiro, C. S. Carvalho, R. G. Collevatti, M. M. Pires, P. R. Guimarães, P. H. Brancalion, M. C. Ribeiro, P. Jordano. 2013. Extinção funcional de Aves Unidades de Rápidas Mudanças Evolutivas no Tamanho das Sementes. Ciência 340:1086-1090.
Galetti, M., E. Eizirik, B. Beisiegel, K. Ferraz, S. Cavalcanti, A. C. Srbek-Araujo, P. Crawshaw, A. Paviolo, P. M. Galetti, Jr., M. L. Jorge, J. Marinho-Filho, U. Vercillo, e R. Morato. 2013. Mata atlântica do Jaguares em Declínio. Ciência 342:930-930.
Galetti, M. e R. Dirzo. 2013. Ecológicos e evolutivos consequências de viver em um defaunated mundo. A Conservação Biológica 163:1-6.
Bueno, R. S., R. Guevara, M. C. Ribeiro, L. Culot, F. S. bufalo situa, e M. Galetti. 2013. Redundância funcional e Complementaridade de Dispersão de Sementes por Último Neotropical Megafrugivores. Revista PLoS ONE 8:e56252.
Hansen, D. M. e M. Galetti. 2009. Os esquecidos da megafauna. Ciência 324:42-43.
Galetti, M., H. C. Giacomini, R. S. Bueno, C. S. S. Bernardo, R. M. Marques, R. S. Bovendorp, C. E. Steffler, P. Rubim, S. K. Gobbo, C. I. Donatti, R. A. Begotti, F. Meirelles, R. d. A. Nobre, A. G. Chiarello, e C. A. Peres. 2009. Áreas prioritárias para a conservação da mata Atlântica de grandes mamíferos. A Conservação Biológica 142:1229-1241.

## Homenagens e prêmios
- Fundo mundial para a Natureza (1998)